# Gate 13

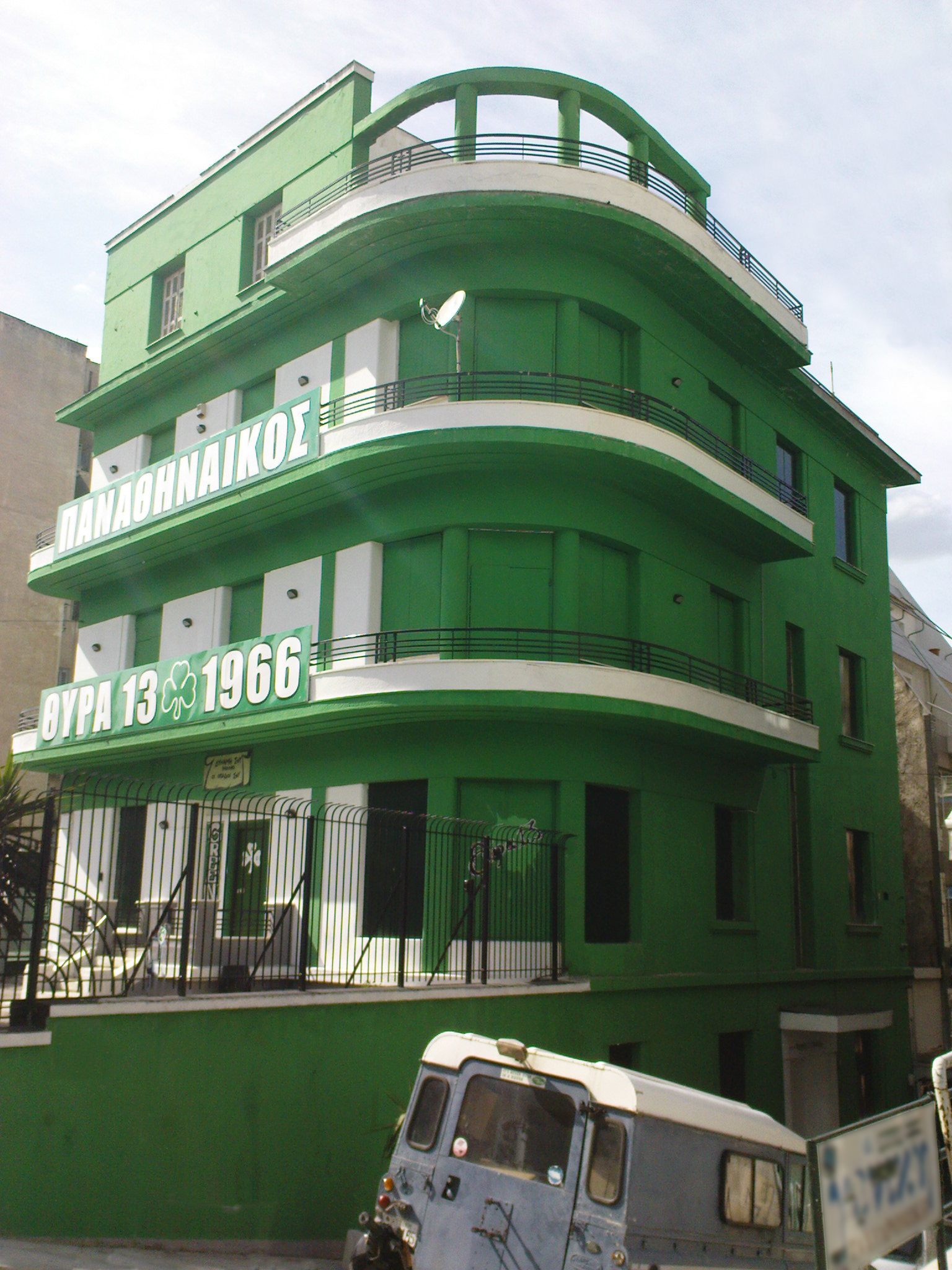
La palazzina sede del Gate 13

Il Gate 13 è un gruppo di tifosi della squadra di calcio greca del Panathīnaïkos. Fondato ufficialmente il 19 novembre 1966, il Gate 13 è l'associazione di tifosi più antica del calcio greco. I suoi membri provengono da tutta la penisola ellenica e, con il passare degli anni, sono diventati un'entità così importante dal riuscire ad influenzare anche le decisioni della società del Panathinaikos.

## Storia

### Origini
Prima della fondazione del Gate 13, esistevano diversi club di tifosi che erano sparsi per tutta la Grecia. Il primo di questi fu fondato ad ottobre 1952 e fu chiamato S.F.O.P. (in greco significa Σύλλογος Φιλάθλων Οπαδών Παναθηναϊκού, mente in italiano può essere tradotto come Club dei Tifosi del Panathinaikos). Alla fine degli anni cinquanta, i tifosi iniziarono ad organizzarsi per seguire regolarmente la squadra, sia in casa in trasferta. Si radunavano sempre al cancello 13 dello stadio Apostolos Nikolaidis. Con l'obiettivo di raggiungere una maggiore organizzazione, i tifosi crearono due giornali:: Athlitiki Iho e Panathinaika Nea. Dal 1966, i club adottarono come nome ufficiale la zona di provenienza: Ampelokipoi, Zografo, Patisia, Gizi, Petralona, Papagou-Cholargos, Peristeri, Nikaia-Koridallos e Patrasso sono soltanto alcuni esempi e molti di questi sono tuttora attivi. Nonostante la mancanza di un nome comune, i club si ritrovarono spesso per discutere di diverse cose, come le prestazioni della squadra o i viaggi per seguire il Panathinaikos in trasferta. Fin dal campionato 1962-1963, si sentì l'esigenza di scegliere un nome universale per tutti questi gruppi, ma non si riusciva a trovare un'intesa. Lentamente, però, tra i tifosi si fece largo il nome Gate 13, in riferimento al cancello dove si ritrovavano per entrare allo stadio.

### 1966
Dunque, nel 1966, il Syndesmos Filon Panathinaikou Athlitikou Omilou "I Thyra 13" (in greco Σύνδεσμος Φίλων Παναθηναϊκού Αθλητικού Ομίλου "Η Θύρα 13", mentre in italiano può essere tradotto come il club dei tifosi del Panathinaikos Athlitikos Omilos) iniziò ad operare ad Atene. Il 27 novembre 1966, pochi giorni dopo la fondazione del Gate 13, un bus che trasportava dei tifosi del Panathinaikos da Atene a Veria ebbe un incidente che portò alla morte di due sostenitori della squadra, Giorgos Koskoros e Dimitris Sarantako, con quest'ultimo che era uno dei fondatori del nuovo club dei tifosi.

### 1967-1974
Nel 1967, i club del Panathinaikos erano in crescente aumento in tutta la Grecia. Ma a causa della dittatura dei colonnelli, molti di questi furono costretti alla chiusura. Il Gate 13 riaprì nel 1968, in una nuova sede, con diversi altri club che lo seguirono. Negli anni successivi, il Gate 13 si espanse e i suoi loghi e bandiere cominciarono ad apparire in molti stadi europei.
Il 1971 fu un anno chiave per la storia del Panathinaikos. La squadra si qualificò infatti per la finale della Coppa dei Campioni 1970-1971, prima formazione ellenica - e tuttora unica - a riuscire nell'impresa di raggiungere questo traguardo. In virtù di questo successo, i tifosi del Panathinaikos aumentarono notevolmente. Il Gate 13 accompagnò l'avanzata della squadra con una massiccia partecipazione del pubblico, con 15.000 tifosi che seguirono il Panathinaikos a Belgrado, per la semifinale contro la Stella Rossa, mentre furono 20.000 quelli che raggiunsero Wembley per la finale contro l'Ajax. Gli olandesi si aggiudicarono però il trofeo, imponendosi per 2-0. L'avanzata europea della squadra, però, spinse molti club dei tifosi a riaprire ed a riorganizzarsi, malgrado la chiusura di qualche anno prima: alcuni di questi avevano le sedi a Vironos e Salonicco.